# Tsujigiri
Tsujigiri (辻斬) est un terme japonais pour désigner une personne qui, après avoir reçu un nouveau katana, teste son efficacité en s'attaquant à un adversaire humain.

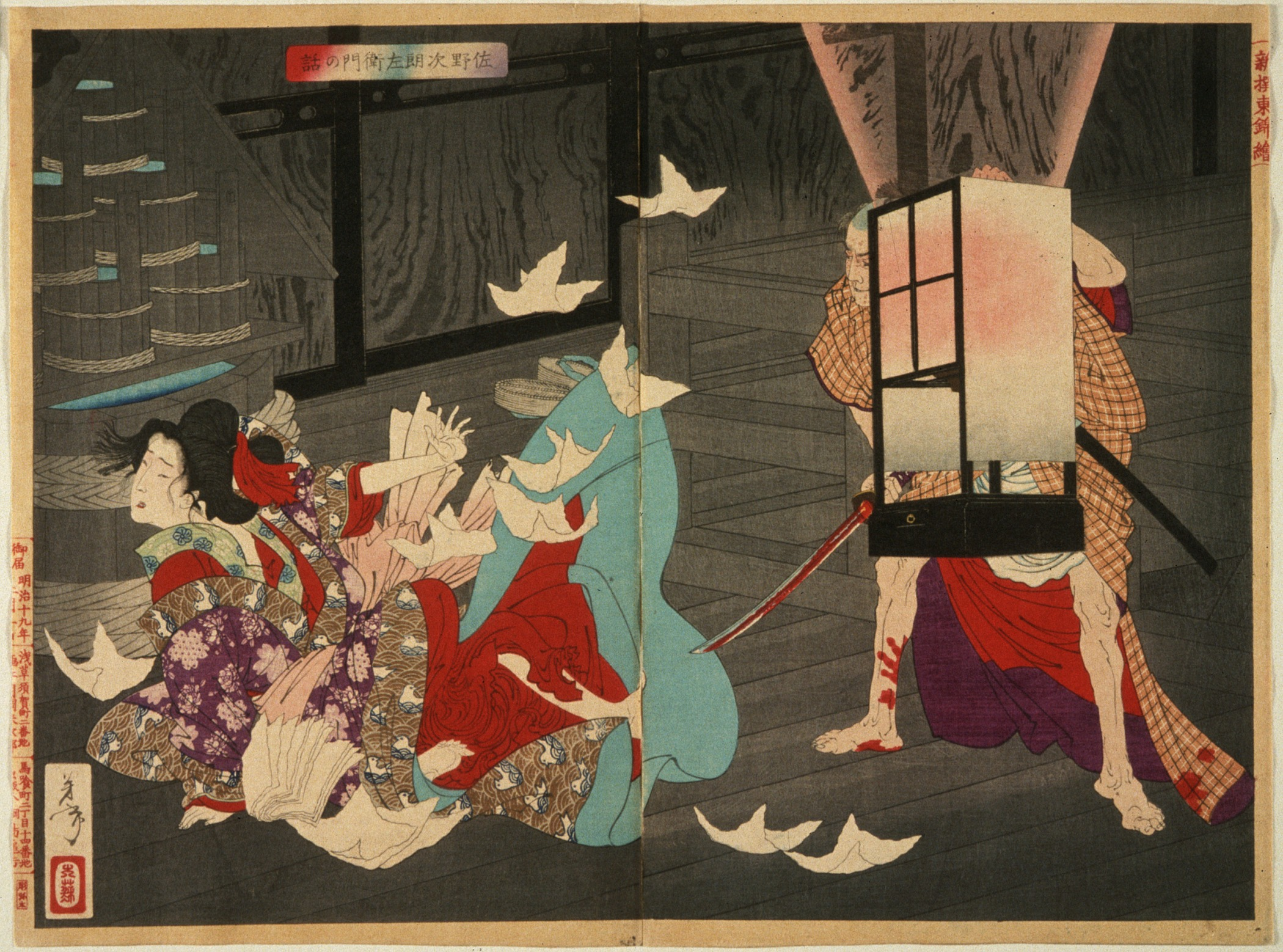

À l’origine, cette pratique se faisait à la manière d’un duel entre bushi, mais comme les idéaux du bushido furent largement oubliés au cours de la période Edo, cette pratique dévia pour finalement devenir un vulgaire assassinat, avec pour motif soit le test de l’arme, d'un entraînement à une technique ou par divertissement.
Au cours du XVIIIe siècle, il n'était pas rare d'entendre parler d'embuscades de rōnin contre des paysans non armés dans la nuit pour le simple divertissement. Un guerrier qui pratiquait souvent ce genre de méfait était nommé tsujigiri.